# Ојлерова права
Ојлерова права је права која у сваком троуглу пролази кроз три тачке: ортоцентар (H), тежиште (T) и центар описаног круга (O). 
Доказ да су те три тачке колинеарне (припадају истој правој) први је извео швајцарски математичар Леонард Ојлер. 

## Особине Ојлерове праве
- тежиште се налази на Ојлеровој правој између ортоцентра и центра описаног круга, и то тако да дели одсечак {\displaystyle HO} у односу {\displaystyle 2:1}, тј. {\displaystyle HT:TO=2:1}
- средиште {\displaystyle S} одсечка {\displaystyle HO} је центар Ојлерове кружнице, или кружнице 9 тачака